# قريط بن أنيف
قُرَيْطُ بْنُ أُنَيْفٍ ٱلْعَنْبَرِيُّ ٱلتَّمِيمِيُّ، شاعرٌ جاهلي، وقيل: إسلامي، من  بني العَنْبَر مِن تَميم. لم يرد عنه في سيرته كثيرٌ سوى قصتِه مع قبيلته وقبيلة بني مازن، التي انفرد بذكرها: النَّحْويُّ البِصريُّ، أبو عُبَيدةَ: مَعْمَرُ بْنُ المُثَنَّىٰ، صاحب مجاز القرآن، وأحد رواة البخاري في كتابه صحيح البخاري، أنَّه أغار ناسٌ من بني شيبانَ، فأخَذوا منه ثلاثينَ بعيرًا، فاستنجدَ قومَه، فخذلوه ولم يُنجدوه. فاستغاث بأبناء عمه من قبيلة بني مازنٍ من عَمْرِو بْنِ تَميم من بني الذين أجابوه إلى ما سألهم، فركِبَ معه نفَرٌ، فأغاروا على بني شيبانَ، فنهبوا منهم مِائة بعير فدفعوها إليه، فقال هذه الأبيات المشهورة التي افتتح بها أبو تمامٍ كتابَه ديوانَ الحماسة، وقالها مادحًا شجاعة بني مازن وإقدامَهم، فقال فيها (وهم بنو مازنِ بْنُ مالكِ بْنِ عَمْرِو بْنِ تَميم): 